# Coise (rivière)
Pour les articles homonymes, voir Coise (homonymie).
La  Coise (Coési en francoprovençal du Pays lyonnais) est une  rivière du centre-est de la France, qui coule en région Auvergne-Rhône-Alpes, dans les départements du Rhône et de la Loire. C'est un affluent direct de la Loire.

## Géographie
La longueur de son cours est de 49,6 km.
Elle prend sa source dans le département de la Loire, dans la commune de Saint-Romain-en-Jarez ou plus précisément entre le hameau le Poyard et la route Grange-Gauthier, puis elle entre dans le département du Rhône où elle traverse cinq communes avant de revenir dans le département de la Loire où elle se jette dans le fleuve la Loire à Montrond-les-Bains.

### Départements et localités traversées d'amont en aval
- Loire : lieu de la source : Saint-Romain-en-Jarez, à proximité du hameau le Poyard.
- Rhône : Sainte-Catherine, Saint-Martin-en-Haut, Larajasse, Saint-Symphorien-sur-Coise, Coise.
- Loire : Saint-Denis-sur-Coise, Chevrières, Chazelles-sur-Lyon, Saint-Médard-en-Forez, Chambœuf, Saint-Galmier, Cuzieu, Montrond-les-Bains.

## Principaux affluents
- le Potensinet, rive droite, long de 10 kilomètres, qui conflue au nord de Larajasse ;
- le Couzon, rive gauche, 11 kilomètres, qui conflue au sud-ouest de Saint-Symphorien-sur-Coise ;
- la Gimond, rive droite, 15 kilomètres, qui conflue au sud de Chazelles-sur-Lyon ;
- la Gimond (même nom), rive gauche, 14 kilomètres, qui arrose La Gimond et conflue au nord de Saint-Médard-en-Forez ;
- la Gérinière, rive gauche, 12 kilomètres, qui arrose Saint-Bonnet-les-Oules et conflue à l’ouest de Saint-Galmier ;
- l’Anzieux, rive droite, 15 kilomètres, qui arrose Bellegarde-en-Forez et conflue à Montrond-les-Bains.

## Hydrologie
La Coise est une rivière assez bien fournie, comme la plupart des cours d'eau du rebord oriental du Massif central. La Coise a alimenté plus d'une cinquantaine de moulins jusqu'au début du XIXe siècle.

### La Coise à Saint-Médard-en-Forez
Son débit a été observé durant une période de 40 ans (1961-2000), à Saint-Médard-en-Forez, localité du département de la Loire située à une vingtaine de kilomètres de son confluent avec la Loire. Le bassin versant de la rivière y est de 181 km2, soit plus ou moins 90 % de la totalité de ce dernier.
Le module de la rivière à Saint-Médard-en-Forez est de 1,63 m3/s.
La Coise présente des fluctuations saisonnières de débit assez marquées, et son régime peut être divisé en deux périodes. Les hautes eaux d'hiver-printemps sont une période de sept mois débutant en novembre et se terminant en mai. Elle se caractérise par des débits mensuels moyens allant de 1,93 à 2,62 m3/s (avec un maximum en janvier). Les basses eaux ont lieu en été, de juillet à septembre inclus, et sont accompagnés d'une baisse du débit moyen mensuel allant jusqu'à 0,466 m3/s au mois d'août, ce qui reste encore consistant pour une aussi petite rivière.

### Étiage ou basses eaux
À l'étiage, le VCN3 peut cependant chuter jusque 0,014 m3/s, en cas de période quinquennale sèche, soit 14 litres par seconde, ce qui est sévère, le cours d'eau étant alors réduit à un mince filet.

### Crues

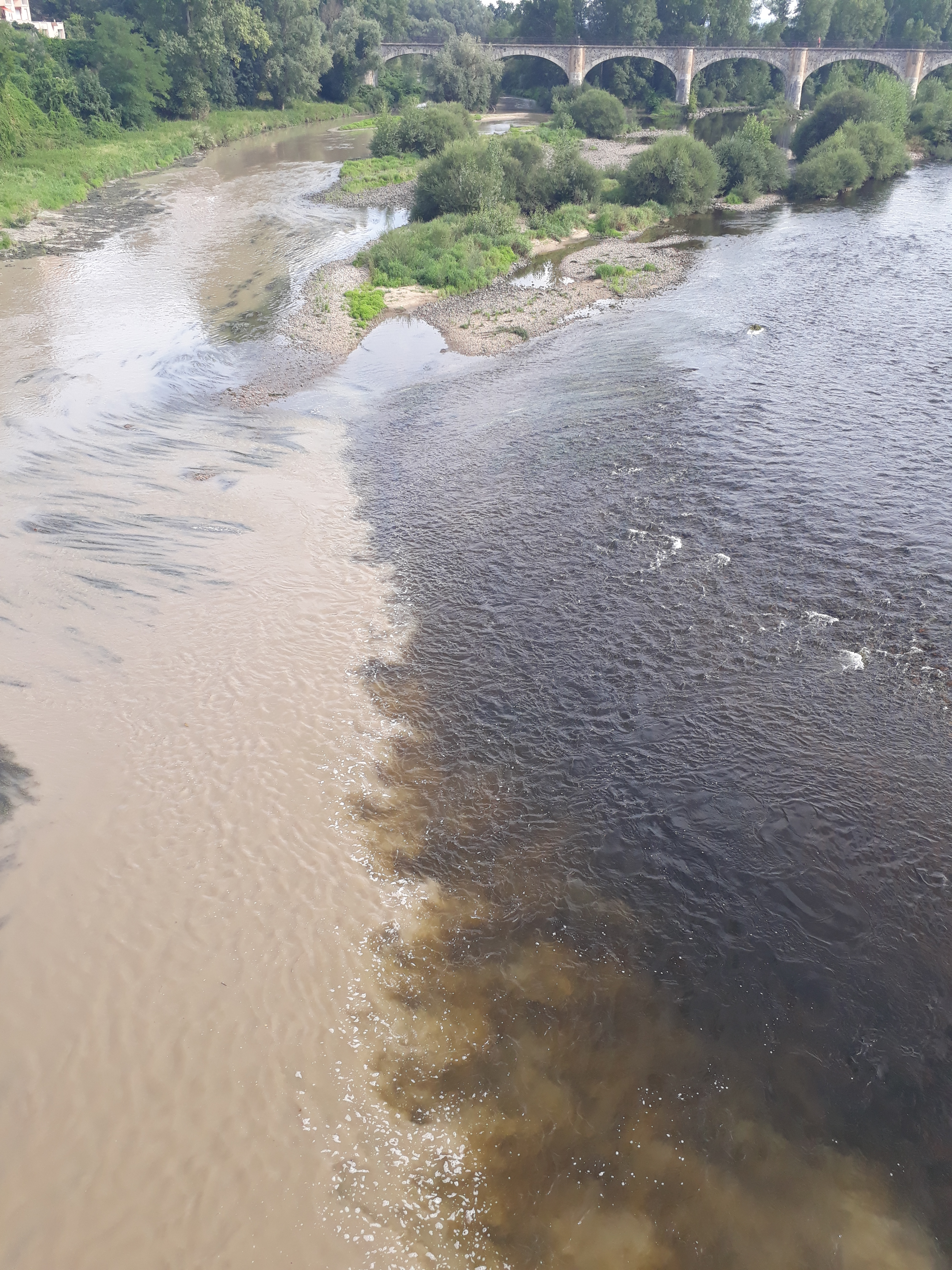
La Coise, à gauche, se jetant dans la Loire. Sur cette photo elle est chargée en limon après de forts orages.

Les crues peuvent être très importantes, caractéristique partagée par la plupart des cours d'eau de l'est du Massif central (Aron, Arroux, Azergues, Furan etc). Ainsi les QIX 2 et QIX 5 valent respectivement 22 et 35 m3/s. Le QIX 10 est de 44 m3/s, le QIX 20 de 53 m3/s, tandis que le QIX 50 se monte à 64 m3/s.
Le débit instantané maximal enregistré à Saint-Médard-en-Forez durant la période d'observation, a été de 114 m3/s le 1er juillet 1977, tandis que la valeur journalière maximale était de 74,5 m3/s le 17 mai 1983. En comparant la première de ces valeurs à l'échelle des QIX de la rivière, il apparaît que cette crue était beaucoup plus que cinquantennale, sans doute plus que centennale, mais dans tous les cas tout à fait exceptionnelle. La hauteur d'eau maximale a été de 250 cm, ou 2,50 m, le 13 novembre 1996 à 7 h 59.

### Lame d'eau et débit spécifique
La Coise est une rivière moyennement abondante. La lame d'eau écoulée dans son bassin versant est de 284 millimètres annuellement, ce qui est certes inférieur à la moyenne d'ensemble de la France tous bassins confondus, mais supérieur à la moyenne du bassin de la Loire (244 millimètres). Le débit spécifique (ou Qsp) de la rivière atteint 9,0 litres par seconde et par kilomètre carré de bassin.

## Navigation - Canoë-kayak
La Coise peut se naviguer en période hivernale, et plus généralement après de fortes pluies. La portion présentant le plus grand intérêt couvre 12 kilomètres, de Saint-Denis-sur-Coise à Saint-Galmier (la partie la plus intéressante allant du lieu-dit « Le moulin brûlé » jusqu'à Saint-Galmier). Ce parcours, classe 3, est réservé à des personnes ayant déjà une bonne expérience de l'eau vive en raison des dangers que l'on peut rencontrer (arbres en travers, pont submersible...).